# 2019年11月逝世人物列表
2019年逝世人物列表：1月 - 2月 - 3月 - 4月 - 5月 - 6月 - 7月 - 8月 - 9月 - 10月 - 11月 - 12月
2019年11月逝世人物列表，是用于汇总2019年11月期间逝世人物的列表。

## 依日期排序

### 30日
- 馬裡斯·揚頌斯，76歲，拉脫維亞指揮家。[1][2]
- 邁克爾·霍華德爵士（英语：Michael Howard (historian)），97歲，英國軍事歷史學家，國際戰略研究所創辦人之一。[3]
- 蔡少卿，86岁，中国历史学家，主要研究中国近代史。[4]
- 王丙申，98岁，中国教育工作者，原四川外语学院党委书记。[5]
- 区棠亮，105岁，中国记者，新闻与外交界人物。曾任中共中央对外联络部副部长。[6]
- 白籏史朗（日語：白籏 史朗），86歲，日本山岳攝影家。[7]

### 29日
- 鄭錦昌，77歲，馬來西亞資深歌手。[8]
- 中曾根康弘（日語：中曽根 康弘），101歲，日本政治人物，日本第71－73任內閣總理大臣（1982年－1987年）。[9]
- 井上真樹夫（日語：井上 真樹夫），80歲，日本聲優、演員，代表作《魯邦三世》石川五右衛門、《巨人之星》花形滿。死於急性心臟衰竭。[10]

### 28日
- 郭全强，89歲，馬來西亞華裔教育界聞人，曾任董總主席、柔佛州董聯會主席、居鑾中華中學董事長。[11]
- 矢島信男（日语：矢島信男），91歲，日本特攝片導演。[12]

### 27日
- 徐振煥，88歲，印尼華裔商人，芝布特拉集團創始人。[13]
- 高以翔，本名曹志翔，35歲，加拿大籍台灣男演員、模特。录制《追我吧》时心因性猝死。[14]
- 何文晉，82岁，越南历史学家、考古学家。[15]
- 中野三敏（日語：中野 三敏），84岁，日本文学家，教育家。[16]

### 26日
- 霍華德·克魯斯（英语：Howard Cruse），75歲，美國漫畫家，以同性戀主題聞名。[17]
- 詹姆斯·勒繆爾·霍洛威三世（英语：James L. Holloway III），97歲，美國海軍上將，前海軍作戰部長（1974年－1978年）。[18]
- 雅各布·庫恩（德語：Jakob "Köbi" Kuhn），76歲，瑞士前足球運動員，瑞士國家足球隊總教練。[19]
- 拉比爾·侯賽因（英语：Rabiul Hussain），76歲，孟加拉建築師與作家。[20]
- 戴盟，95岁，中国诗词家。曾任中共浙江省委台湾工作办公室主任。[21]
- 徐静斐，90岁，中國大陸遗传育种學家，画家徐悲鸿之女，安徽农业大学教授。[22]
- 冼澤正，64歲，前香港警務處高級督察，「撐警大聯盟」召集人[23][24][25]。
- 殷小玮，46岁，中国材料学者，西北工业大学教授。[26]
- 格里·羅茲（英語：Gary Rhodes），59歲，英國名廚，電視節目主持人。[27]

### 25日
- 宫洁民，99岁，中国军旅作家。[28]
- 張鏡湖，92歲，臺灣教育家、中國文化大學董事長。[29]
- 何天祥，96歲，中國中醫師。[30]
- 洪肇龙，87岁，中国历史学家，国际共产主义运动史研究学者。[31]
- 陳之彬（英語：Tsebin Tchen），78歲，澳洲首位華裔參議員。死於車禍。[32]
- 法蘭克·比昂迪（英语：Frank Biondi），74歲，美國企業家，HBO及環球影業前執行長（1996年－1998年）。死於膀胱癌。[33]
- 喬治·克萊門茨（英语：George Clements），87歲，美國羅馬天主教神父及民權活動家。[34]
- 霍瓦特·亚诺什（英语：János Horváth），98歲，匈牙利經濟學家及政治人物，前國民議會議員（1998年－2014年）。[35]
- 小林伸明（日語：小林 伸明），77歲，日本職業三顆星撞球選手，1974年及1984年世界三顆星錦標賽冠軍。[36]
- 皮特·馬塞（英语：Pete Musser），92歲，美國企業家，馬塞集團董事長。[37]
- 傑伊·鮑威爾（英语：Jay Powell (politician)），67歲，喬治亞州眾議院議員。[38]
- 吉姆·舒爾茨（英语：Jimmy Schulz），51歲，德國政治人物，聯邦議院議員。死於胰臟癌。[39]
- 戈阿尔·瓦尔塔尼扬，93岁，苏联情报员。[40]
- 耶范特·特奇安，80岁，亚美尼亚裔美国天文学家。

### 24日
- 具荷拉（韓語：구하라），28歲，韓國女歌手及演員。前女子組合KARA成員。[41]
- 凱拉什·錢德拉·喬希（英语：Kailash Chandra Joshi），90歲，印度政治人物，前議會議員（2000年－2014年）及中央邦首長（1977年－1978年）。[42]
- 李金獅（英语：Lee Kim Sai），82歲，馬來西亞政治人物，前勞工部長（1986年－1989年）、房屋暨地方政府部長（1989年－1990年）、衛生部長（1990年－1995年）及馬來西亞華人公會署理總會長（1986年－1996年）。[43]
- 柳德米拉·韦尔比茨卡娅（俄語：Людмила Вербицкая），83岁，俄罗斯语言学家，教育家。[44]
- 家博，76歲，澳洲政治學者。死於胰臟癌。[45]
- 王子成，96岁，曾任文化部教育司副司长、公安部外事局局长。[46]

### 23日
- 流沙河，本名余勋坦，88岁，中国诗人、作家。死於咽喉癌。[47]
- 白德彰，88岁，中国演员、导演，曾参与作品《暴风中的雄鹰》、《冰山上的来客》。[48]
- 陳有祺，83歲，中國計算機專家，南開大學計算機科學與技術學科奠基人。[49]
- 沈瑞年，91岁，中国金融英语教育家，中国人民大学教授。[50]
- 奧利·克羅夫特（英语：Olly Croft），90歲，英國商人，英國飛鏢組織（英语：British Darts Organisation）創始人。[51]
- 芭芭拉·希拉里（英语：Barbara Hillary (adventurer)），88歲，非裔美國探險家，第一位以七十之高齡，完成遠征兩極的女性。[52]
- 凱瑟琳·斯摩爾·朗（英语：Catherine Small Long），95歲，美國政治人物，前眾議院議員（1985年－1987年）。失智症。[53]
- 班希爾勒·馬赫托（英语：Banshilal Mahto），79歲，印度政治人物，前議會議員（2014年－2019年）。死於肝硬化。[54]
- 欧仁·卡马拉（法語：Eugène Camara），77岁，几内亚政治家，曾任几内亚高等教育和科学研究部长、计划部长和几内亚总理。

### 22日
- 比爾·沃特豪斯（英语：Bill Waterhouse），97歲，澳洲商人，博彩公司經營者、湯加名譽駐澳總領事。[55]
- 史蒂夫·克里奧貝利（英语：Stephen Cleobury），70歲，英國風琴師、劍橋皇家學院合唱團（英语：Choir of King's College, Cambridge）音樂總監。[56]
- 克里斯·蒙克里夫（英语：Chris Moncrieff），88歲，英國記者、前新聞協會（英语：PA Media）政治總編輯（1980年－1994年）。[57]
- 若阿金·莫蒂纽（英语：Joaquim Moutinho），67歲，葡萄牙前拉力賽車手，1986年拉力賽冠軍。[58]
- 凱爾·諾倫（英语：Kaare R. Norum），86歲，挪威營養學學者，前奧斯陸大學校長（1999年－2001年）。[59]
- 塞西莉亞·塞吉茲（英語：Cecilia Seghizzi），111歲，義大利作曲家、畫家及教師。[60]
- 阿爾弗雷德·伊曼紐爾·史密斯四世（英语：Alfred E. Smith IV），68歲，美國商人及慈善家。[61]
- 鮑文·斯塔斯福斯（英语：Bowen Stassforth），93歲，美國前游泳選手，1952年赫爾辛基奧運銀牌。[62]
- 華倫·沃爾夫（英语：Warren Wolf (American football)），92歲，美國橄欖球教練及政治人物，前新澤西州眾議院議員（1981年－1983年）。[63]
- ，90岁，法国影评人。[64]
- 寇養厚，77歲，中國學者，山東大學《文史哲》編輯部教授。[65]
- 吴世珊，98岁，华裔女性公益活动家，美国纽约亚裔社区老侨领。[66]
- 何璟，84岁，中国水利工程师。[67]

### 21日
- 陳明忠，90歲，台灣白色恐怖受難者，中共地下黨員。[68]
- 張永宗，56歲，台灣教育界人物，臺中市立忠明高級中學校長。[69]
- 乔悟义，71岁，中国作家，内蒙古源源能源集团有限责任公司董事长。[70]
- 崔毅，89岁，中国人民解放军中将，国防科工委副政治委员兼纪委书记。[71]
- 洪炉，88岁，中国作家，战地记者。[72]
- 李清海，101岁，中国人民解放军上校。[73]
- 雅薩爾·布伊坎尼特（英语：Yaşar Büyükanıt），79歲，土耳其政治人物、軍官，前參謀部長（2006年－2008年）。[74]
- 班特·艾瑞克·格拉恩（英语：Bengt-Erik Grahn），78歲，瑞典高山滑雪運動員，曾參加1964年因斯布魯克奧運及1968年格勒諾勃奧運。[75]
- 喬治·斯普蘭加堤（英语：George Springate），81歲，加拿大政治人物、法官，前魁北克省議會議員（1970年－1981年）。[76]

### 20日
- 瑪麗·古德（英语：Mary L. Good），88歲，美國無機化學家。[77]
- 亞摩斯·拉普達特（英語：Amos Lapidot），85歲，以色列退役戰鬥機飛行員，前空軍司令官（1982年－1987年）。[78]
- 約翰·曼恩（英语：John Mann (musician)），57歲，加拿大搖滾音樂家。[79]
- 琳達·奧蘭（英语：Linda Orange），69歲，美國政治人物，康乃狄克州眾議院副議長。[80]
- 杜瑞清，75歲，中國語言學家，原西安外國語學院院長。[81]
- 邱樹森，82歲，中國歷史學家，中國元史研究會副會长、暨南大學中國文化史籍研究所教授。[82]
- 查爾斯·布魯姆斯金（英語：Charles Brumskine），68歲，賴比瑞亞政治人物，前參議院臨時主席（1997年－1999年）。[83]
- 德默特尔·佐尔坦（英語：Zoltán Dömötör），84歲，匈牙利水球運動員，1964年東京奧運金牌。[84]
- 三阪亙（日語：三阪 亙），95岁，日裔美国职业篮球运动员，是第一位进入NBA联盟的非白人球员與首位亞裔球員（当时称之为BAA）[85]。
- 靳道远，90岁，中国天主教潞安教区主教。[86]

### 19日
- 賴阿勝，69歲，台灣出版家、桂冠出版社負責人，死於登山墜谷意外。[87]
- 迪薩納亞克·賈亞拉特納（英語：Dissanayaka Mudiyanselage Jayaratne），88歲，斯里蘭卡政治人物，前總理（2010年－2015年）。[88]
- 荷西·馬里奧·布朗科（英语：José Mário Branco），77歲，葡萄牙創作歌手、演員及音樂製作人。[89]
- 湯姆·萊爾（英语：Tom Lyle），66歲，美國漫畫家，作品多刊於DC與漫威漫畫。[90]
- 錢家麒，80歲，中國腎臟病學家、上海交通大學醫學院附屬仁濟醫院大内科及腎臟科主任。[91]

### 18日
- 林清，88歲，臺灣物理學者，為臺灣首名女性物理學博士，曾任教於國立臺灣大學、東吳大學。[92]
- 諾羅敦·帕花黛維，76歲，柬埔寨皇族、舞蹈家，前文化藝術部（英语：Ministry of Culture and Fine Arts (Cambodia)）部長（1998年－2004年）。[93]
- 塞沙吉里·勞（英语：Seshagiri Rao），86歲，印度政治人物，前安得拉邦立法議會（英语：Andhra Pradesh Legislative Assembly）議員（1994年－1999年）。[94]
- 太田儔（日語：太田 儔），88歲，日本漆藝家，1994年政府認定為「人間國寶」。[95]
- 蘇爾坦·本·扎耶德·本·蘇爾坦·阿勒納哈揚（英语：Sultan bin Zayed bin Sultan Al Nahyan），64歲，阿拉伯皇族，前總理（1997年－2009年）。[96]
- 宮喜斌，66歲，中國演員，前長影演員劇團團長。[97]
- 木內綠（日语：木内みどり），69歲，日本女演員。死於急性心臟衰竭。[98]
- 黄光照，86岁，中国法医病理学家，同济医科大学教授。[99]
- 王成法，83岁，中国政治人物，曾任安徽淮北市委书记。[100]
- 张泛舟，95岁，中国医疗卫生工作者，原四川医学院副院长[101]

### 17日
- 近藤利一（日语：近藤利一），77歲，日本企業家、馬主，日本馬主協會聯合會（日语：日本馬主協会連合会）勞務預託委員長、日本中央競馬會運營審議會委員。[102]
- 班·赫弗瑞斯（英语：Ben Humphreys），85歲，澳洲政治人物，前澳洲眾議院議員（1977年－1996年）及退伍軍人事務部部長（1987年－1993年）。[103]
- 阿德南·帕沙希（英语：Adnan Pachachi），96歲，前伊拉克臨時管理委員會主席（2004年）。[104]
- 单亦和，75歲，原国有重点大型企业监事会主席，中国保利集团有限公司原董事长[105]。

### 16日
- 泰瑞·歐尼爾（英语：Terry O'Neill (photographer)），81歲，英國攝影家，死於攝護腺癌。[106]
- 埃瑞克·莫雷納（英语：Éric Morena），68歲，法國歌手。[107]
- 法布里齐奥·纳西（英語：Fabrizio Nassi），68歲，義大利前排球運動員，1978年世界排球錦標賽銀牌。[108]
- 黛安·洛夫勒爾（英语：Diane Loeffler），66歲，美國政治人物，明尼蘇達州眾議院議員。[109]
- 波格丹·尼古列斯庫·杜瓦茲（英语：Bogdan Niculescu-Duvăz），70歲，羅馬尼亞政治人物，前眾議院議員（1996年－2016年）。[110]
- 喬爾·斯科尼卡（英语：Joel Skornicka），82歲，美國政治人物，前威斯康辛州麥迪遜市長（1979年－1983年）。[111]
- 強尼·惠勒（英语：Johnny Wheeler），91歲，英國職業足球運動員，前利物浦足球俱樂部隊長（1956年－1963年）。[112]
- 曾國原，66歲，新加坡常年候選人，失足墜樓而死。[113]
- 朱惟平，91岁，中國人，南京大屠杀幸存者。[114]
- 唐心北，59歲，台灣精神科名醫，腦溢血。[115]

### 15日
- 東尼·曼恩（英语：Tony Mann (cricketer)），74歲，澳洲板球運動員、前國家代表隊成員。死於胰臟癌。[116]
- 小川誠子（日语：小川誠子），68歲，日本圍棋六段棋士（日语：棋士）、女流本因坊，前棋士會會長（2010年－2012年）及日本棋院理事（2012年－2018年）。[117]
- 阪上善秀（日语：阪上善秀），72歲，日本政治人物，前眾議院議員（1996年－2003年）及寶塚市市長（2006年－2009年）。[118]
- 馬塞爾·馬特（英语：Marcel Mart），92歲，盧森堡政治家、法學家及商人，前經貿、能源及運輸大臣（1969年－1977年），前歐洲審計院主席（1984年－1989年）。[119]
- 喬格·威格拉（英语：Jorge Vergara），64歲，墨西哥商人與電影製片人，薩普里薩體育俱樂部所有者，著名監製電影為《刺殺尼克森（英语：The Assassination of Richard Nixon）》。[120]
- 洪耀龍，66歲，印尼華裔前羽球運動員，1977年世界羽球錦標賽冠軍。[121]
- 傅正義，94歲，中國影視剪輯師，經手作品《三毛流浪記》、《小兵張嘎》、《紅樓夢》及《三國演義》等。[122]
- 儒略·佩茨（英语：Juliusz Paetz），84歲，波蘭天主教會主教，前沃姆扎教區主教（1982年－1996年）、波茲南總教區大主教（1996年－2002年）。[123]
- 哈里森·迪拉德（英語：Harrison Dillard），96歲，美國田徑運動員，1948年倫敦奧運短跑及1952年赫爾辛基奧運跨欄金牌。[124]
- 畢嘉士（挪威語：Olav Bjørgaas），93歲，挪威籍醫生，長年在台灣行醫，有小兒麻痺之父之稱。[125][126]

### 14日
- 布蘭科·拉斯蒂格（英语：Branko Lustig），87歲，克羅埃西亞電影製作人，曾以監製作品《辛德勒的名單》、榮獲兩屆奧斯卡最佳影片獎。[127]
- 法斯司塔·納拉揚·辛格（英语：Vashishtha Narayan Singh），77歲，印度數學家。[128]
- 阪上善秀（日語：阪上 善秀），72岁，日本政治人物，原宝塚市長，众议院议员。[129]
- 木村汎（日语：木村汎），83歲，日本政治學者，拓殖大學海外事情研究所客座教授、北海道大學名譽教授，專研俄羅斯政治與日俄關係。蛛網膜下腔出血。[130]
- 高爾迪·戈西（英语：Gordie Gosse），64歲，加拿大政治家、新斯科舍省眾議院（英语：Nova Scotia House of Assembly）議長（2011年–2013年）。感染HPV病毒導致口咽癌而死。[131]
- 丹尼斯·哈特利（英语：Dennis Hartley），83歲，英國前職業聯盟式橄欖球運動員。[132]
- 史威爾朗克·錫考（英语：Zwelonke Sigcawu），51歲，南非科薩人國王。[133]
- 蓝运树，92岁，中国政治人物，台湾民主自治同盟海南行政区委员会原主任委员。[134]
- 羅長清，70歲，香港食物環境衛生署外判清潔工人。反送中事件犧牲者（參看上水老翁被磚擊中事件條目）。[135]
- 吳聲海，60歲，臺灣兩棲爬蟲類研究學者、國立中興大學生物學系副教授，因流感病逝。[136]

### 13日
- 陳俊傑，網名「光頭哥哥」，44歲，臺灣知名YouTuber暨Twitch實況主，死於因多種疾病引發多重器官衰竭逝世。[137]
- 基蘭·莫德拉（英语：Kieran Modra），47歲，澳洲殘疾游泳及雙人自行車運動員，曾多次於帕拉林匹克運動會奪魁。死於交通事故。[138]
- 雷蒙德·普利多（英语：Raymond Poulidor），83歲，法國職業自行車運動員，1964年環西自由車賽冠軍。[139]
- 湯姆·司布真（英语：Tom Spurgeon），51歲，美國作家、漫畫歷史學家，三屆艾斯納獎得主。[140]
- 張琪，96歲，中國中醫理論家、臨床家及教育家。[141]
- 吳炳璋，93歲，中國京胡演奏家、教育家。[142]
- 范學輝，49歲，中國學者，山東大學歷史文化學院教授。[143]
- 瀧口幸廣（日語：滝口 幸広），34歲，日本舞台劇演員，曾出演《網球王子舞台劇》第三代大石秀一郎、舞台《犬夜叉》彌勒等角色，突發性缺血性心臟衰竭。[144]
- 安田章一郎（日語：安田 章一郎），105岁，日本英文学者，名古屋大学名誉教授。[145]

### 12日
- 磯田啓二（日語：磯田 啓二），85歲，日本電影製作人、作家。[146]
- 田口光久（日語：田口 光久），64歲，日本前足球選手。[147]
- 愛德華·扎卡爵士（英语：Edward Zacca），88歲，牙買加法官，首席大法官（英语：List of Chief Justices of Jamaica）（1985年－1996年）、署理總督（1991年）。[148]
- 彭英武勳爵（英語：The Lord Bramall），95歲，英國陸軍元帥，駐香港三軍司令（1973年－1976年）、陸軍總參謀長（1979年－1982年）及國防參謀長（1982年－1985年）。[149]
- 陸有銓，76歲，中國教育學家、華東師範大學終身教授。[150]

### 11日
- 傑奇·伊姆伯特（法语：Jacky Imbert），89歲，法國黑幫首領。[151]
- 平川幸男（日语：平川幸男），78歲，日本漫才師。[152]
- 詹姆斯·勒·梅西耶尔（英語：James Le Mesurier），48歲，英國籍戰地救援專家，敘利亞人道援助組織「白盔隊」（White Helmets）共同創辦人。[153]
- 李宏鳴，43歲，中華民國交通部民航局主任航管員、知名航空部落客，死於癌症。[154]
- 周長源，89歲，中國教育家，黑龍江東方學院創辦人。[155]
- 陳俊望，53歲，香港企業家，達力集團執行董事、菲航控股公司總裁。[156]
- ，79歲，英國工黨政治家，下議院議員（1979－2015年）、衛生大臣（1997－1999年）。[157]
- 拉爾夫·T·奧尼爾（英语：Ralph T. O'Neal），85歲，英屬處女群島政治家，總理（1995年－2003年；2007年－2011年）。[158]
- 中村正（日語：中村 正），89歲，日本聲優、演員。[159]
- 米山稔（日語：米山 稔），95岁，日本企业家。品牌创始人。[160]

### 10日
- 西沃什·伊什特万（英語：István Szívós），71歲，匈牙利前水球運動員、1976年蒙特婁奧運金牌。[161]
- 瑞克·洛德溫（英语：Rick Ludwin），71歲，美國企業家，NBC電視台前副總裁。[162][163]
- 觀世元信（日语：観世元信），88歲，日本能樂師，觀世流大鼓方（日语：観世流#大鼓方）宗家。[164]
- 李长春，90岁，中国报人，江西日报社原副总编辑。[165]
- 李連秀，96歲，中國人民武裝警察部隊中將，原武警部隊司令員。[166]
- 陆荧，98岁，中国政治人物，广东省人民政府原副秘书长。[167]

### 9日
- 德懷特·瑞奇（英语：Dwight Ritchie），27歲，澳洲職業拳擊手。[168]
- 漢斯·韋勒（荷兰语：Hans Verèl），66歲，荷蘭足球教練。[169]
- 吳奕輝（英语：John Gokongwei），93歲，菲律賓華裔企業家，JG頂峰控股公司（英语：JG Summit Holdings）名譽董事長。[170]
- 桂三金（日语：桂三金），48歲，日本落語家。[171]
- 吳王笑雲，87歲，台灣閩南鄉土劇、歌仔戲演員，肝硬化導致多重器官衰竭。[172]
- 勳爵，79歲，英國保守黨政治家，下議院議員（1979年－2005年）、運輸大臣（1994年－1995年）。[173]

### 8日
- 周梓樂，22歲，香港科技大學學生，反送中事件犧牲者（參看周梓樂墮樓事件條目）。[174]
- 廣川洋一（日語：廣川 洋一），83岁，日本哲学家，筑波大学名誉教授。[175]
- 弗雷德·邦古斯托（意大利语：Fred Bongusto），84歲，義大利歌手、作曲家。[176]
- 釋智光，95歲，越南大乘佛教僧侣，以1963年佛教徒危机期间庇護南越佛教徒而著称。[177]

### 7日
- 曾穎欣，藝名「銀紙彤」，26歲，香港網媒《100毛》前女主播。在沙田豐盛苑富盛閣大樓火災中身亡。[178]
- 杨尚德，83岁，中国新闻工作者，经济日报社原总编辑。[179]
- 玛加丽塔·萨拉斯（西班牙語：Margarita Salas），80岁，西班牙生物化学家。[180]
- 羅伯特·弗里曼（英语：Robert Freeman (photographer)），82歲，英國攝影家、平面設計師，以多為披頭四拍攝專輯封面而知名。[181]

### 6日
- 程思寒，58歲，中國演員，曾參與作品《西遊降魔篇》、《智取威虎山》，死於心肌梗塞。[182]
- 林志昇，69岁，台湾政治人物，“台湾民政府”实际领导人，跌倒导致颅内出血而死。[183]
- 北口博（日語：北口 博）88岁，日本政治人物，前众议院议员（1979年－1990年）。[184]
- 添田増太郎（日語：添田 増太郎），91岁，日本政治人物，前参议院议员。[185]
- 扬·斯特拉斯基，78歲，捷克斯洛伐克最後一任總理。[186]
- 派翠克·路易斯·威登（法語：Patrick-Louis Vuitton），68歲，法國時尚界人物，「路易威登」第五代直系子孫。[187]

### 5日
- 恩尼斯特·蓋恩斯（英语：Ernest J. Gaines），86歲，非裔美籍作家。[188]
- 杨桂珍，101岁，中国人瑞，南京大屠杀幸存者。[189]
- 维克托·瓦西里耶维奇·沙拉波夫（俄語：Виктор Васильевич Шарапов），88岁，苏联外交官。[190]
- 好美清光（日語：好美 清光），90岁，日本法学家，一桥大学名誉教授。[191]
- 安田範（日語：安田 範），92岁，日本政治人物，前众议院议员（1990年－1993年）。[192]

### 4日
- 王海棻，82歲，中國古漢語語法學家、社科院語言研究所研究員。[193]
- 陈武，88岁，中国矿物学家，南京大学地球科学与工程学院教授。[194]
- 蓋·柏恩（英语：Gay Byrne），85歲，愛爾蘭電視、廣播主持人。[195]
- 永井敬司（日語：永井 敬司），98歲，二戰貝里琉戰役日籍生還者。[196]
- 阿纳托利·阿列克谢耶维奇·诺戈维岑（俄語：Анатолий Алексеевич Ноговицын），67岁，俄罗斯联邦军事人物，曾任俄罗斯联邦武装力量总参谋部副总参谋长。[197]

### 3日
- 眉村卓（日語：眉村 卓），85歲，日本科幻小說家。[198]
- 胡昭曦，86岁，中国宋史学家。[199]
- 顾耕初，97岁，中国新闻工作者，浙江省人民广播电台原台长。[200]
- 伊維特·隆迪（英语：Yvette Lundy），103歲，法國納粹倖存者，法國抵抗運動中堅人物。[201]
- 蓋特·博伊爾（英语：Gert Boyle），95歲，美國企業家、美國哥倫比亞運動服裝公司前董事長。[202]
- 羅伯特·鮑勃·諾里斯（英語：Robert Bob Norris），90歲，美國牛仔，美國香菸品牌「萬寶路」（Marlboro）首位牛仔代言人。[203][204]

### 2日
- 布萊恩·塔蘭提納（英语：Brian Tarantina），60歲，美國演員。[205]
- 陳崇樞，87歲，中國熱能工程專家、哈爾濱工業大學能源科學與工程學院原熱能工程教研室主任。[206]
- 西川治（日語：西川 治），94岁，日本人文地理学家，东京大学名誉教授。[207]
- 石泽芳次郎（日語：石沢芳次郎），103岁，日本经济学家，拓殖大学名誉教授。[208]
- 華特‧默卡多（英语：Walter Mercado），88歲，波多黎各占星師，死於腎衰竭。[209]
- 阿菲札·莫蘭達（Afridza Munandar），20歲，印尼摩托車運動員。在馬來西亞雪邦賽道舉行的亞洲天才盃（Asia Talent Cup）馬來西亞分站賽事中失事身亡。[210]
- 邦衛·提歐斯里，87歲，加拿大軍人，第14任救世軍大將（1993年－1994年）。[211]

### 1日
- 徐学成，90岁，中国字体设计师。上海市非物质文化遗产项目“汉字印刷字体书写技艺”代表性传承人。[212]